# Thiên thể Troia của Sao Thiên Vương
Thiên thể Troia của Sao Thiên Vương là những thiên thể có điểm Lagrange cân bằng bền và cùng quỹ đạo với Sao Thiên Vương. Đây là những hành tinh nhỏ, và chúng đều nằm trong vùng L4. Hiện tại, mới chỉ có hai thiên thể Troia như vậy được phát hiện.

## Danh sách
- 2011 QF99
- 2014 YX49